# Nectandra longicaudata
Nectandra longicaudata är en lagerväxtart som först beskrevs av Cyrus Longworth Lundell, och fick sitt nu gällande namn av C. K. Allen. Nectandra longicaudata ingår i släktet Nectandra och familjen lagerväxter. Inga underarter finns listade i Catalogue of Life.